# Cymothoe rubronotata
Cymothoe rubronotata är en fjärilsart som beskrevs av Frans G.Overlaet 1952. Cymothoe rubronotata ingår i släktet Cymothoe och familjen praktfjärilar. Inga underarter finns listade i Catalogue of Life.